# Tori Riyon
Tori Riyon (sinh ngày 25 tháng 9 năm 2001) là một cầu thủ bóng đá người Nhật Bản.

## Sự nghiệp câu lạc bộ
Tori Riyon hiện đang chơi cho Cerezo Osaka.